# 设立国际油污损害赔偿基金国际公约
设立国际油污损害赔偿基金国际公约（英語：International Convention on the Establishment of an International Fund for Compensation for Oil Pollution Damage）是1971年国际海事组织（时称政府间海事咨询组织）制订的国际公约。公约于比利时布鲁塞尔通过，于1978年10月16日生效，保存人是国际海事组织秘书长。1971年后该公约原本经1992年议定书（英語：FUND92）修正，后者1996年5月30日生效，前者2002年5月24日失效。

## 背景
各缔约国考虑到《国际油污损害民事责任公约》不能在所有情况下对油污损害的受害人提供全部赔偿，反而给船舶所有人增加了额外的经济负担；为保证能对油污事件的受害者提供其全部损失的赔偿，同时能解除船舶所有人受该公约所加予的额外经济负担，制订该公约。

## 内容
1992年议定书设立了1992年国际油污赔偿基金，并规定每起污染损害事故可至多获得1.35亿特别提款权的偿额。